# TestStand
TestStand est un séquenceur de tests configurable et modulaire distribué par National Instruments  depuis 1999.

## Généralités
TestStand offre un framework ouvert construit autour d'un moteur propriétaire mais configurable grâce à son API. 

Il s'interface avec LabVIEW et LabWindows/CVI ou avec toutes DLL (C, C++), des modules ActiveX, .NET assemblies, HTBasic, des scripts Python et autres scripts et exécutables par l’intermédiaire de lignes de commandes.